# Vildmarksliv
Vildmarksliv er, i moderne forstand, ekspeditioner i vildmarken. Langt fra alfarvej, søger deltagerne med simple midler at klare sig på egen hånd, på naturens præmisser. Så vidt muligt uden hjælp udefra. Som regel er kun det absolut nødvendige medbragt, for at spare vægt – medmindre man har en sideløbende interesse såsom naturfotografering.
Vildmarksliv er ingen decideret sport, med et fast regelsæt. Der er, som i friluftsliv, ingen skrevne regler. Ud over naturens love, love for opførsel og færdsel i diverse fredede områder og nationalparker, findes kun sund fornuft og gode råd. Visse facetter kan dog bære præg af sport, med hårde fysiske udfoldelser, som for eksempel trekking over flere uger eller måneder med en rygsæk.

## Motiver for dyrkelse af vildmarksliv
Mange dyrkere af vildmarksliv, søger det primitive eventyr, naturoplevelserne, afsondretheden og roen i en, af mennesker, relativt uberørt natur. Vildmarksliv bruges blandt andet som rekreativ, aktiv ferie, fritids-, eller erhvervsjagt, lystfiskeri eller forskning. Det være sig for eksempel stationært i en fangsthytte eller teltlejr (basecamp), trekking, turski, hesteryg, i kano/ kajak og så videre. Eller en kombination af disse.

## Farer og risiko
Vildmarksliv klassificeres som ekstremt, da ulykker eller uhensigtsmæssige handlinger, i værste fald, kan medføre døden. Hvert år omkommer folk i vildmarken.
Det er vigtigt at forstå at en nødsituation ikke blot berører en selv og ens turkammerater, men også udsætter eventuelle redningsfolk for fare. I det tilfælde at der overhovedet er en redningstjeneste til rådighed i det område hvor aktiviteten foregår.
En redningsaktion – Search and rescue (SAR) – er en bekostelig affære, som deltagerne selv kan komme til at betale, om myndighederne vurderer at det er deltagernes egne forsømmelser der ligger til grund for at den blev iværksat. Derfor kræver det mange færdigheder at dyrke vildmarksliv.
En vildmarkstur består i hovedsagen af to faser: Forberedelse og udførelse.
1. Forberedelsen skal sørge for at turen bliver udførlig og mere eller mindre behagelig med maksimalt overskud der så vidt muligt forebygger ulykker.
2. Udførelsen skal ske efter det forberedte og med en evne til improvisation og den rutine sådanne ture kræver.

Alle deltagere bør have en generel bred rutine i grundlæggende friluftsliv, den valgte rejseform og kende farer og risiko. Alle skal blandt andet, som minimum, kunne navigere sikkert med kort og kompas, kunne førstehjælp og nødprocedure, være ekspert i brugen af det nødvendige medbragte udstyr, være i god fysisk form, kende egen formåen og grænser. Og ikke mindst (når der er andre end én selv) have god social forståelse.

## Vildmarksliv i historisk perspektiv
Ønsket fra forskere og opdagelsesrejsende om at kortlægge (og ikke mindst erobre) verden og dens mange folkeslag, har tvunget dem ud i egne hvor de måtte klare sig på feltfod. De der fik hjælp af, og lyttede til de stedkendte indfødte, klarede sig historisk set bedst. Med tiden er udstyret og teknikker til disse ekspeditioner blevet raffineret til det højteknologiske stadie vi kender i dag. Gammeldags udstyr bruges dog stadig i udstrakt grad af entusiaster.
Der er ingen tvivl om at mange nutidige vildmarkinger er inspireret af gamle opdagelsesrejsende eventyrere fra det 19. århundrede og 20. århundrede, som for eksempel Roald Amundsen og Fridtjof Nansen, Knud Rasmussen og Peter Freuchen. Skønlitteraturens forfattere som Jack London skrev fiktive, heroiske romaner om livet i ødemarken, hvilket også har sparket til mangen en drengedrøm.

## Livssyn og vildmarksliv
Hvor synet på naturen tidligere var noget vildt der skulle tæmmes, samt udfordringen i at klare sig på egen hånd og overvinde naturen, er tendensen i nyere tid snarere blevet til ønsket om at klare sig på egen hånd, på naturens præmisser. En romantisering af de civiliserede folkeslags sejr og kamp for overlevelse, contra urmenneskets og diverse naturfolks evne til at leve i pagt med naturen. Derfor vælger nogle i dag hellere ordet ødemark frem for vildmark.

## Vildmarksliv som rehabilitering
Vildmarken bruges også som ramme for resocialiseringsprogrammer af blandt andet socialt udsatte unge og kriminelle. For eksempel til konsekvensindlæring og styrkelse af individets selvværd. Da naturen er neutral og konsekvenserne af ens handlinger og valg er altafgørende for hvordan turen bliver, er den unge, tvunget af nødvendigheden, til, at træffe de rigtige afgørelser. Det kommer til at stå klart for de unge, at der ikke er andre, end dem selv at pålægge ”skylden” for egne ”fejl”. Gennem til- og fravalg af en frivillig overskridelse af egne grænser, opnås en ny positiv selverkendelse. Desuden finder mange unge en ro og harmoni i naturen de aldrig har kendt, men bevidst eller ubevidst har savnet. Disse ture er fra planlæggernes side, stærkt strukturerede, med et stort overskud der giver muligheder for ændringer af forløbet. Det skal tilføjes at, er rammerne for individets udvikling ikke bygget på respekt for individet, er rehabiliteringprogrammerne som regel endt i tragedie.

## Motor i Vildmarken
Moderne hjælpemidler som snescootere og ATV Quadbikes vinder mere og mere indpas, blandt jægere og mere magelige turister. Til stor fortrydelse for de der ikke bryder sig om larmen, osen og den miljømæssige negative påvirkning. Motordreven transport betragtes af mange ikke som reelt vildmarksliv, selvom det er ligeså ekstremt og konsekvenserne er de samme.